# Agropyron blaviense
Agropyron blaviense là một loài thực vật có hoa trong họ Hòa thảo. Loài này được Malv.Fabre mô tả khoa học đầu tiên năm 1950.